# Paralauxania albiceps
Paralauxania albiceps är en tvåvingeart som först beskrevs av Fallen 1820.  Paralauxania albiceps ingår i släktet Paralauxania och familjen lövflugor. Inga underarter finns listade i Catalogue of Life.